# Canthon melancholicus
Canthon melancholicus là một loài bọ cánh cứng trong họ Bọ hung (Scarabaeidae).